# Kadir Bekmezci
Kadir Bekmezci (* 5. Juli 1985 in Seraing, Belgien) ist ein belgisch-türkischer Fußballspieler. Mit 180 Erstligaeinsätzen für Sivasspor ist er der Spieler mit den meisten Süper-Lig-Einsätzen der Vereinsgeschichte.

## Karriere
Bekmezci kam von der Jugendmannschaft von Standard Lüttich zu KVV Heusden-Zolder. Danach folgten die Wechsel zu AS Eupen und KFC Verbroedering Geel.
2007 entschied sich Bekmezci dazu, seine Karriere in der Türkei fortzusetzen. So nahm er das Angebot vom Aufsteiger Gençlerbirliği OFTAŞ, dem Zweitverein des bekannteren Gençlerbirliği Ankara, an und wechselte in die Süper Lig. Bei Gençlerbirliği OFTAŞ, welches seinen Namen zur Saison 2018/09 in  etablierte er Hacettepe SK änderte, etablierte er sich schnell als Stammspieler und spielte bis zum Sommer 2009 durchgängig.
Nachdem Hacettepe am Ende der Saison 2008/09 den Klassenerhalt verfehlte und in die 2. Liga absteigen musste, verließ Bekmezci die Hauptstädter und wechselte zum Erstligisten Sivasspor. Auch bei diesem Verein etablierte sich Bekmezci sofort als Stammspieler und Leistungsträger. Hier löste er im Mai 2015 mit seinem 180 Erstligaeinsätzen für Sivasspor Hayrettin Yerlikaya als der Spieler mit den meisten Süper-Lig-Einsätzen der Vereinsgeschichte ab.
Im Sommer 2015 erhielt er bei Sivasspor auf Direktive vom Cheftrainer Sergen Yalçın keine Vertragsverlängerung und wechselte deswegen innerhalb der Liga zum Aufsteiger Antalyaspor. Bei diesem Verein kam er in seiner ersten Spielzeit zu 17 Ligaeinsätzen. Nachdem er die Hinrunde seiner zweiten Saison ohne Pflichtspieleinsatz geblieben war, wechselte er in der Wintertransferperiode 2016/17 zum Zweitligisten Boluspor. Zur Saison 2017/18 zog Bekmezci zum Ligarivalen Elazığspor weiter.